# Karen Hoff

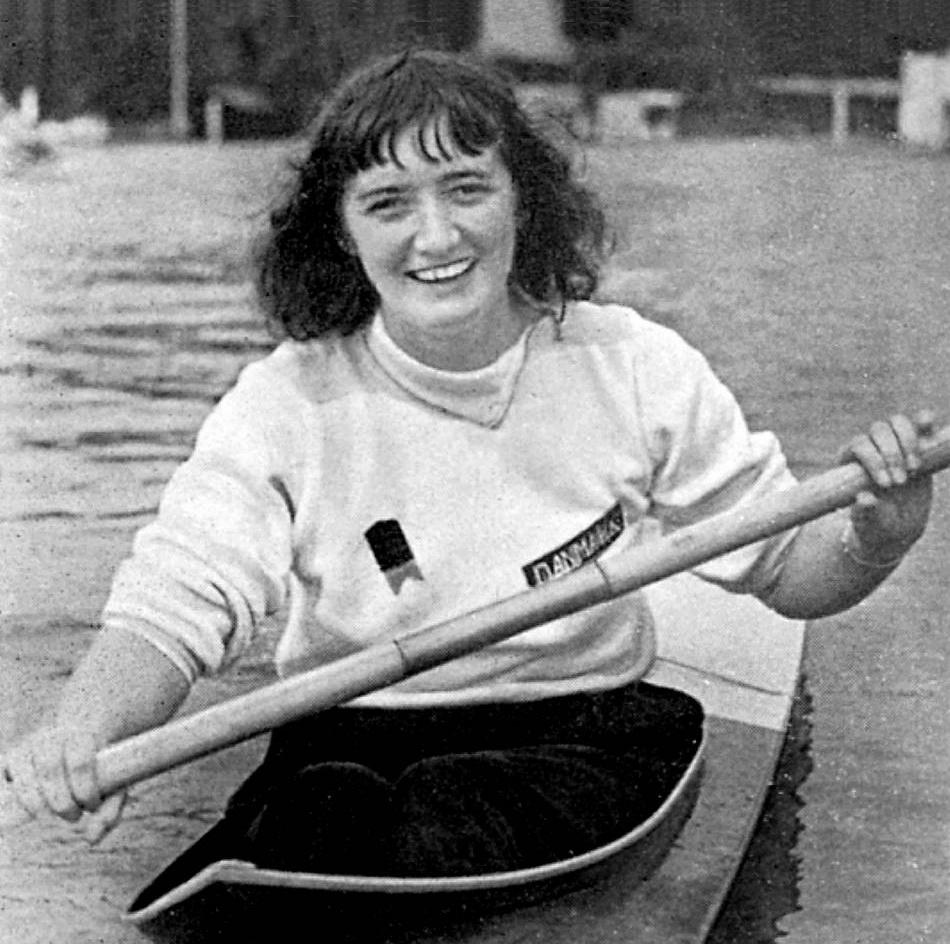
Imagem da Velocista dinamarquesa Karen Hoff.

Karen Hoff (Randers, Jutlândia Central, 29 de maio de 1921 – 29 de fevereiro de 2000) foi uma velocista dinamarquesa na modalidade de canoagem.

## Carreira
Foi vencedora da medalha de Ouro em K-1 500 m em Londres 1948.